# يعقوب كويريدو
يعقوب كويريدو (1650 – 1690 في الإسكندرية بمصر) كان خليفة مدعي المشيحية شبتاي تسفي. ولد في سالونيك، كان ابن يوسف الفيلسوف، وأخو يوكابد زوجة شبتاي تسفي الأخيرة، ادعى أنه المشيح حل فيه بعد ارتداد شبتاي تسفي، حتى أنه نجح في قيادة أتباع شبتاي تسفي. وجذب عددًا كبيرًا من الأتباع.
اعتنق الإسلام، وغيّر اسمه إلى يعقوب في 1687، وقاد تلاميذه في الحج إلى مكة المكرمة، وتوفي في الاسكندرية في طريق عودته.

## هوامش
1. ↑  Shaw, Stanford Jay (1991). The Jews of the Ottoman Empire and the Turkish Republic. New York University Press.